# Cleome frutescens
Cleome frutescens là một loài thực vật có hoa trong họ Màng màng. Loài này được Aubl. mô tả khoa học đầu tiên năm 1775.